# Victor Depré
Victor Depré (30 maart 1928) was een Belgische atleet, die gespecialiseerd was in het kogelstoten. Hij werd eenmaal Belgisch kampioen.

## Biografie
In 1947 werd Depré Belgisch kampioen kogelstoten. 
Depré was aangesloten bij Racing Club Tienen. Hij bleef heel lang actief bij de masters.

## Belgische kampioenschappen
| onderdeel   | jaar |
| ----------- | ---- |
| kogelstoten | 1947 |

## Persoonlijk record
| Onderdeel   | Prestatie | Datum            | Plaats |
| ----------- | --------- | ---------------- | ------ |
| kogelstoten | 15,55 m   | 15 augustus 1960 | Tienen |

## Palmares
kogelstoten
- 1947:  BK AC - 13,45 m
- 1950:  BK AC - 13,14 m
- 1951:  BK AC - 13,97 m
- 1952:  BK AC - 13,85 m
- 1953:  BK AC - 13,77 m
- 1954:  BK AC - 13,86 m
- 1955:  BK AC - 13,87 m
- 1956:  BK AC - 14,18 m
- 1958:  BK AC - 14,37 m
- 1959:  BK AC - 14,62 m
- 1960:  BK AC - 14,36 m
- 1961:  BK AC - 14,58 m
- 1962:  BK AC - 14,80 m
- 1963:  BK AC - 14,58 m
- 1964:  BK AC - 14,57 m